# Убрать Картера (фильм, 1971)
«Убра́ть Ка́ртера» (англ. Get Carter, 1971) — художественный фильм Майка Ходжеса в жанре криминального триллера. Экранизация одноимённого романа Теда Льюиса. Режиссёрский дебют Ходжеса в полнометражном кино и его самый успешный фильм в карьере.
Главную роль исполняет Майкл Кейн. Современными киноведами «Убрать Картера» считается одной из величайших британских картин в истории.

## Сюжет
Лондонский гангстер Джек Картер приезжает в родной Ньюкасл на севере Англии на похороны брата Фрэнка. По версии полиции, брат изрядно выпил и попал в автокатастрофу. Картер, однако, считает, что его брата убили, и начинает собственное расследование. Почти сразу он встречает жесткий отпор со стороны местной мафии, которая желает либо отправить его обратно в Лондон, либо убрать Картера.

## В ролях
- Майкл Кейн — Джек Картер
- Ян Хендри — Эрик
- Джон Осборн — Киннер
- Тони Бекли — Питер
- Джеральдин Моффат — Гленда
- Дороти Уайт — Маргарет
- Розмари Данхэм — Эдна
- Джордж Сьюэлл — Кон
- Бритт Экланд — Анна
- Петра Маркшам — Дорин
- Алан Армстронг — Кит
- Брайан Мосли — Брамби
- Глинн Эдвардс — Альберт
- Бернард Хептон — Торпи
- Теренс Ригби — Джеральд Флетчер
- Джон Биндон — Сид Флетчер

## Создание и прокат
Сюжет фильма существенно не отличается от сюжета романа Теда Льюиса, за исключением места действия (в книге действие разворачивается в Донкастере) и финала. Тед Льюис даёт надежду на то, что главный герой останется жив; Майк Ходжес, наоборот, заранее планировал, что Картер погибнет. Первоначально режиссёр хотел снять в роли Картера Яна Хендри, но потом переменил решение, а Хендри сыграл ключевого противника Картера, виновного во всей истории.

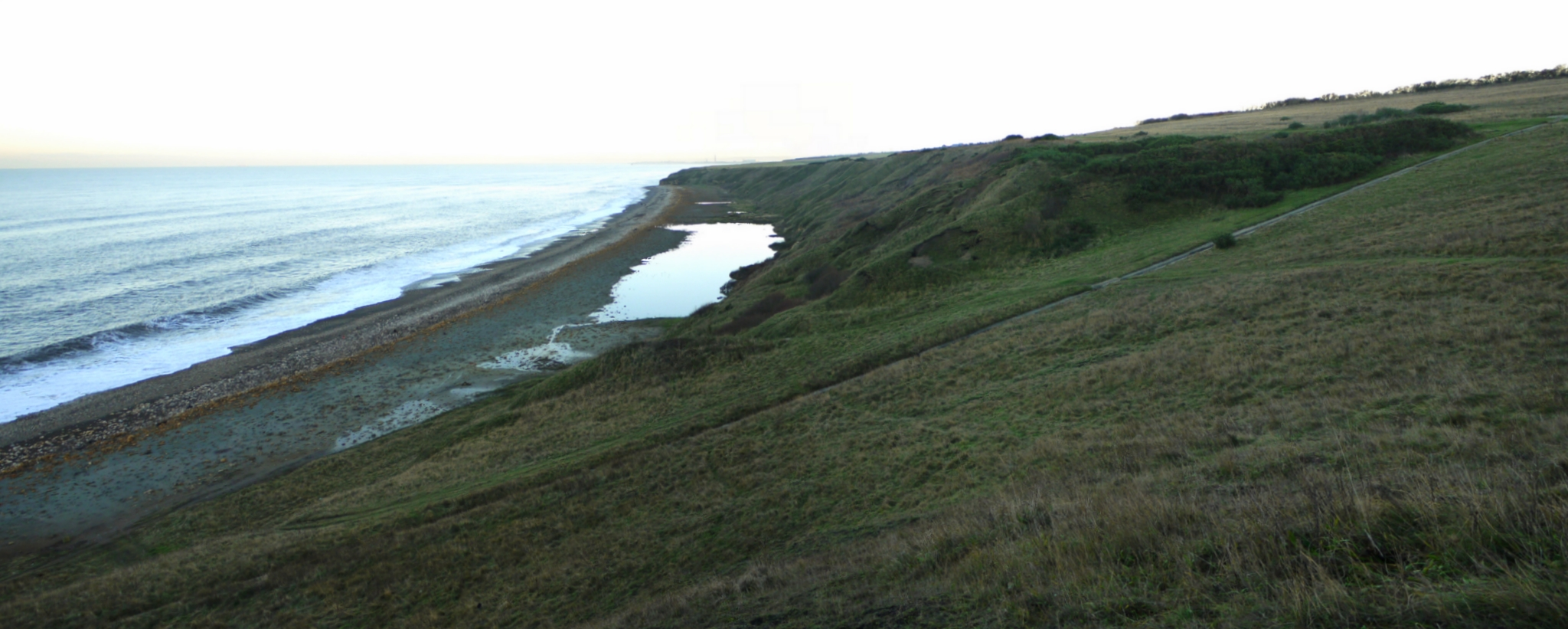
Место съёмок финальных сцен

На роль Клиффа Брамби студия хотела заполучить Телли Саваласа. Сцена, где Картер впервые встречает Эрика на ипподроме, была снята с одного дубля. Майкл Кейн, помимо исполнения главной роли, также выступил продюсером фильма, однако в титрах его имени нет.
Фильм вышел на экраны 3 марта 1971 года. Хотя он был снят на английском языке, для проката в США некоторые сцены пришлось переозвучить, так как акцент кокни американцам был непонятен. В прокате фильму была присвоена категория «X» из-за обилия сцен насилия и эротики, а сцена секса по телефону между Джеком и Анной была вообще запрещена для показа в некоторых странах.

## Критика
В год выхода фильма «Убрать Картера» критика восприняла его плохо, однако десятилетия спустя отношение изменилось. В 1999 году он занял шестнадцатое место в списке ста лучших британских фильмов, составленном Британским институтом кино, а в 2004 году в опросе журнала Total Film был назван лучшим британским фильмом всех времён. Майкл Кейн в роли Джека Картера по опросу того же издания был признан самым отвратительным персонажем в истории кинематографа.

## Влияние
Не принятый в год выхода, в дальнейшем фильм оказал огромное влияние не только на криминальное и британское кино, но и на кинематограф в целом. Критики заметили, что спустя пять лет в Америке вышел похожий фильм «Таксист» Мартина Скорсезе, который был довольно тепло принят критиками. 
Спустя десятилетия отношение к «Убрать Картера» окончательно изменилось, и он получил статус культового. В 1986 году вышел его «наследник» — фильм Нила Джордана «Мона Лиза», который, как и «Убрать Картера», был снят в стиле нуар и затрагивал схожие темы — детская проституция (в «Убрать Картера» — детская порнография), наркотики и теневая жизнь промышленного города.
Фильм оказал влияние и на таких режиссёров, как Гай Ричи, Дэнни Бойл и Стивен Содерберг.
В 2000 году был снят ремейк. В новой картине главную роль сыграл Сильвестр Сталлоне, также в картине играет Майкл Кейн. Несмотря на звездный, актерский состав фильм оказался провальным и был номинирован на две золотые малины.